# Négron (rivière)
Pour les articles homonymes, voir Négron (homonymie).
Le Négron, également appelé le Frédilly ou le Niorteau, est une rivière française des régions Nouvelle-Aquitaine et Centre-Val de Loire, coulant dans les départements de la Vienne et d'Indre-et-Loire. C'est un affluent de la Vienne, donc un sous-affluent de la Loire.

## Géographie
Ce cours d'eau est connu sous trois noms différents : le Frédilly (ruisseau), le Niorteau (ruisseau) et le Négron (ruisseau puis rivière). Selon le Sandre, le Négron est le nom d'une rivière également connue sous les noms de Frédilly et de Niorteau. Selon le Géoportail, le Négron est la partie aval du cours d'eau, en aval du lieu-dit le Moulin Guillot ; le nom de Niorteau est relevé en amont de ce lieu-dit, et celui de Frédilly correspond à la partie la plus en amont (au-delà du lieu-dit le Defroux).
Le Frédilly est un ruisseau qui prend sa source en région Nouvelle-Aquitaine, dans le département de la Vienne, à 101 m d’altitude sur la commune de Loudun, en limite du lieu-dit les Bornais. Il contourne la ville de Loudun par le sud-est et prend le nom de Niorteau en aval du lieu-dit le Defroux puis, rapidement, le nom de Négron, en aval du Moulin Guillot.
Entre les villages de Basses et Sammarçolles, son cours se dédouble sur six kilomètres. 
Il reçoit ensuite en rive droite le Mardelon (ou Merdelon), arrose le village de Beuxes et devient alors une rivière. Il pénètre ensuite dans le département d'Indre-et-Loire, reçoit en rive gauche le ruisseau de Chavenay, et passe entre les villages de Cinais et La Roche-Clermault. Il reçoit sur sa gauche le Quincampoix puis rejoint la Vienne vers 30 m d’altitude, en rive gauche, au lieu-dit Pontille (commune de Cinais), dix kilomètres en amont du confluent Vienne-Loire.
L'ensemble « Frédilly-Niorteau-Négron »  est long de 25,5 kilomètres pour un bassin versant de 166 km2.

### Régions, départements et communes traversés
Le Frédilly, le Niorteau et le Négron arrosent dix communes, situées dans deux régions et deux départements différents, soit d'amont vers l'aval :
- Nouvelle-Aquitaine
  - Vienne
    - Loudun (source), Messemé, Sammarçolles, Basses, Beuxes
- Centre-Val de Loire
  - Indre-et-Loire
    - Marçay, Seuilly, La Roche-Clermault, Cinais (confluence), Chinon (confluence)

## Affluents
Parmi ses affluents, les trois plus longs sont, d'amont vers l'aval :
- le Mardelon (ou Merdelon), 7,6 km[4] en rive droite ;
- le ruisseau de Chavenay, 7,7 km[5] en rive gauche ;
- le Quincampoix, long de 7,1 km[6], également en rive gauche.

## Monuments ou sites remarquables à proximité
- L'église de Beuxes[7].
- Le château de la Grande Jaille à Sammarçolles[8].
- À Seuilly, 
  - la maison de Rabelais du XVe siècle, transformée en musée[9],[10].
  - l'abbaye fondée en 1095[11],[12].
  - le château et le domaine du Coudray-Montpensier[13],[14].
- L'église Saint-Martin de La Roche-Clermault du XIIe siècle[15],[16].